# Neue Johanneskirche (Mußbach)
Die neue St.-Johannes-Kirche im Winzerdorf Mußbach an der Weinstraße, das 1969 als Ortsteil nach Neustadt an der Weinstraße (Rheinland-Pfalz) eingemeindet wurde, ist ein aus der Mitte des 20. Jahrhunderts stammendes Kirchengebäude der Katholiken.

## Geographische Lage
Die neue Johanneskirche steht auf einer Höhe von 143 m ü. NHN im südöstlichen Bereich des historischen Herrenhofs; ein Zugang erfolgt von Norden (Herrenhofgasse), einer von Süden (Landesstraße 516, An der Bleiche). Der Herrenhof gehörte seit dem 13. Jahrhundert dem Johanniterorden, der später in Malteserorden umbenannt wurde. Im Nordwesten des Geländes steht die alte Johanneskirche. Nördlich der neuen Kirche fließt der dort kanalisierte Mußbach vorbei.

## Geschichte
Die im Hochmittelalter erbaute alte Johanneskirche war 1707 als Folge der Reformation wie viele andere Gotteshäuser mit einer Trennwand zwischen Chor und Schiff versehen worden, um Katholiken und Protestanten als Simultaneum zu dienen. Insbesondere an dem durch die Katholiken genutzten Chor traten im Laufe der Zeit erhebliche Mängel und Schäden auf, so dass nach dem Zweiten Weltkrieg ein Ersatzgebäude in der Nähe geplant wurde.
In den späten 1950er Jahren wurde unter Pfarrer Jakob Blum, der von 1949 bis 1961 amtierte, die neue Kirche als Rundbau aus Beton errichtet. Die Grundsteinlegung fand im Juni 1957 statt. Wie schon die alte Kirche wurde auch die neue Johannes dem Täufer gewidmet, dem Patron des einstigen Johanniterordens. Die Weihe vollzog der Speyerer Bischof Isidor Markus Emanuel am 9. August 1959. Am 21. November 1958 war mit Hilfe eines Hubschraubers der US-amerikanischen Luftwaffe eine große Lichtkuppel aus Acrylglas auf den höchsten Punkt des halbkugelförmigen Kupferdaches aufgesetzt worden, um in dessen Mitte als Rundfenster zu dienen. Nach Art eines italienischen Campanile wurde ohne bauliche Verbindung neben dem Rundbau ein 30 m hoher Turm errichtet. Er trug eine mit Kupfer belegte Rundhaube und erhielt ein Geläut aus vier Glocken. Die sogenannte „Unterkirche“ im Souterrain des Gebäudes wurde für Versammlungen und Veranstaltungen eingerichtet; sie ermöglicht auch kleine Gottesdienste.

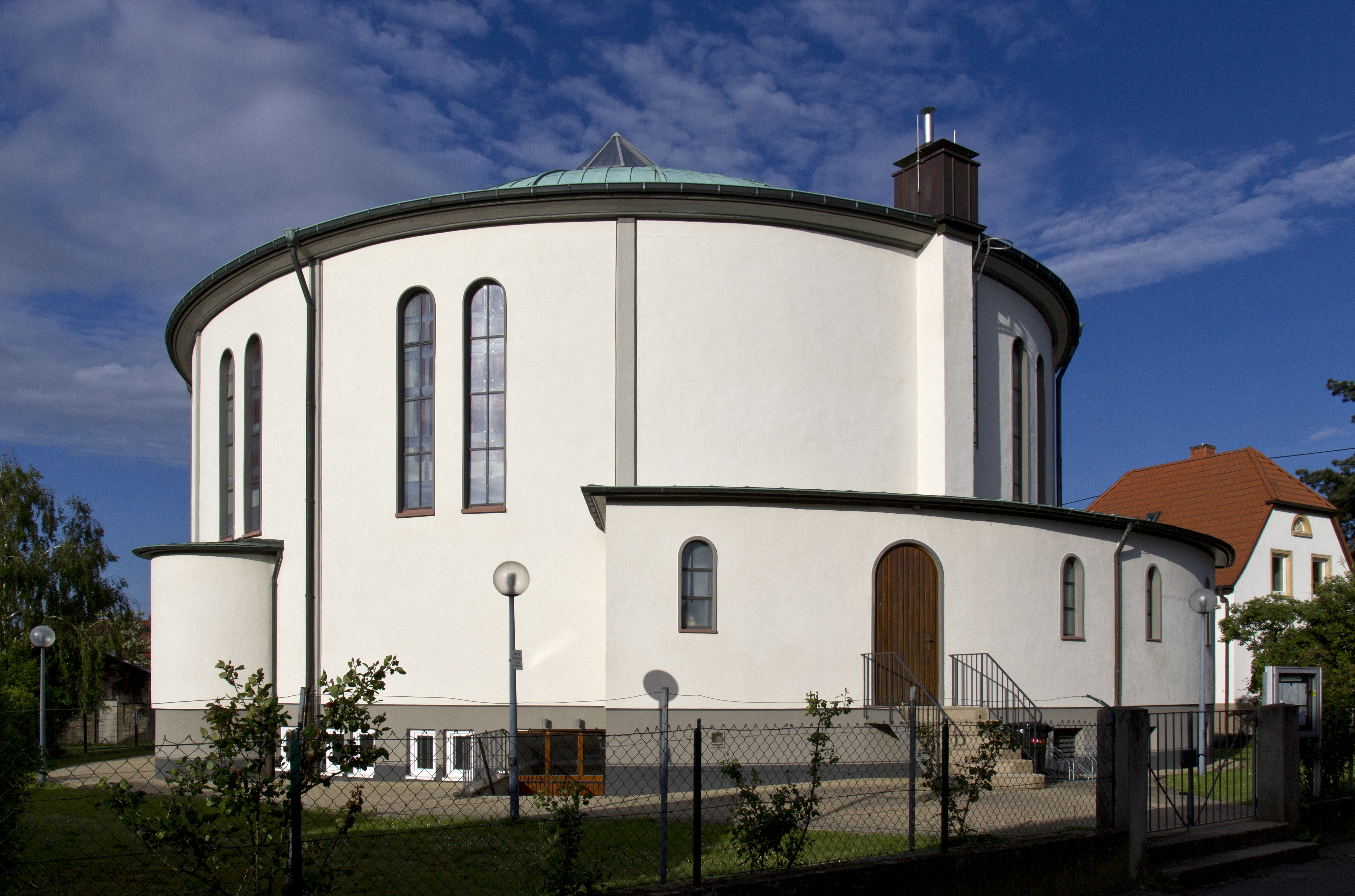
Johanneskirche ohne Turm (2004–2015)

Seit Dezember 2004 fehlte der neuen Johanneskirche der Turm. Dieser musste, nur 45 Jahre nach Fertigstellung, wegen Baufälligkeit abgebrochen werden, weil der verwendete Beton den Schwingungen der Glocken nicht standgehalten hatte und Risse aufgetreten waren. Der Turm sollte nach Sicherung der Finanzierung als Stahlkonstruktion neu erstehen. Die Glocken, zwei aus Eisen und zwei aus Bronze gegossen, wurden bis 2010 auf dem Gelände des örtlichen Schwesternhauses zwischengelagert, nach dessen Veräußerung direkt neben der Kirche.
Am 22. April 2015 wurden die beiden 355 und 513 kg schweren Bronzeglocken, deren Materialwert bei 10.000 € lag, untertags gestohlen. Während ein Architekt und mehrere Arbeiter mit den Vorbereitungen für die im Mai 2015 geplante Errichtung des Stahlaufbaus beschäftigt waren, fuhren zwei Männer mit einem 4,5-Tonnen-Kleinlaster samt Autokran vor und gaben an, sie hätten die Glocken vorübergehend umzulagern. Zur Ausführung des Diebstahls liehen sie sich sogar bei einem nebenan gelegenen Weinbaubetrieb einen Gabelstapler. Nach Zeugenhinweisen wurden die entwendeten Glocken am 6. Mai 2015 in der etwa 30 km entfernten südpfälzischen Ortsgemeinde Westheim, wohin sie verkauft worden waren, durch die Polizei sichergestellt.
Im Juni, sieben Wochen nach dem Diebstahl, wurde schließlich der knapp 17 m hohe Stahlträgerturm gestellt; er reicht 1,70 m in die Erde. Am 20. Juli 2015 konnten die beiden Bronzeglocken, die Johannes dem Täufer bzw. dem Apostel Andreas geweiht sind, in die Joche aus Eichenholz gehängt werden.

## Ausstattung

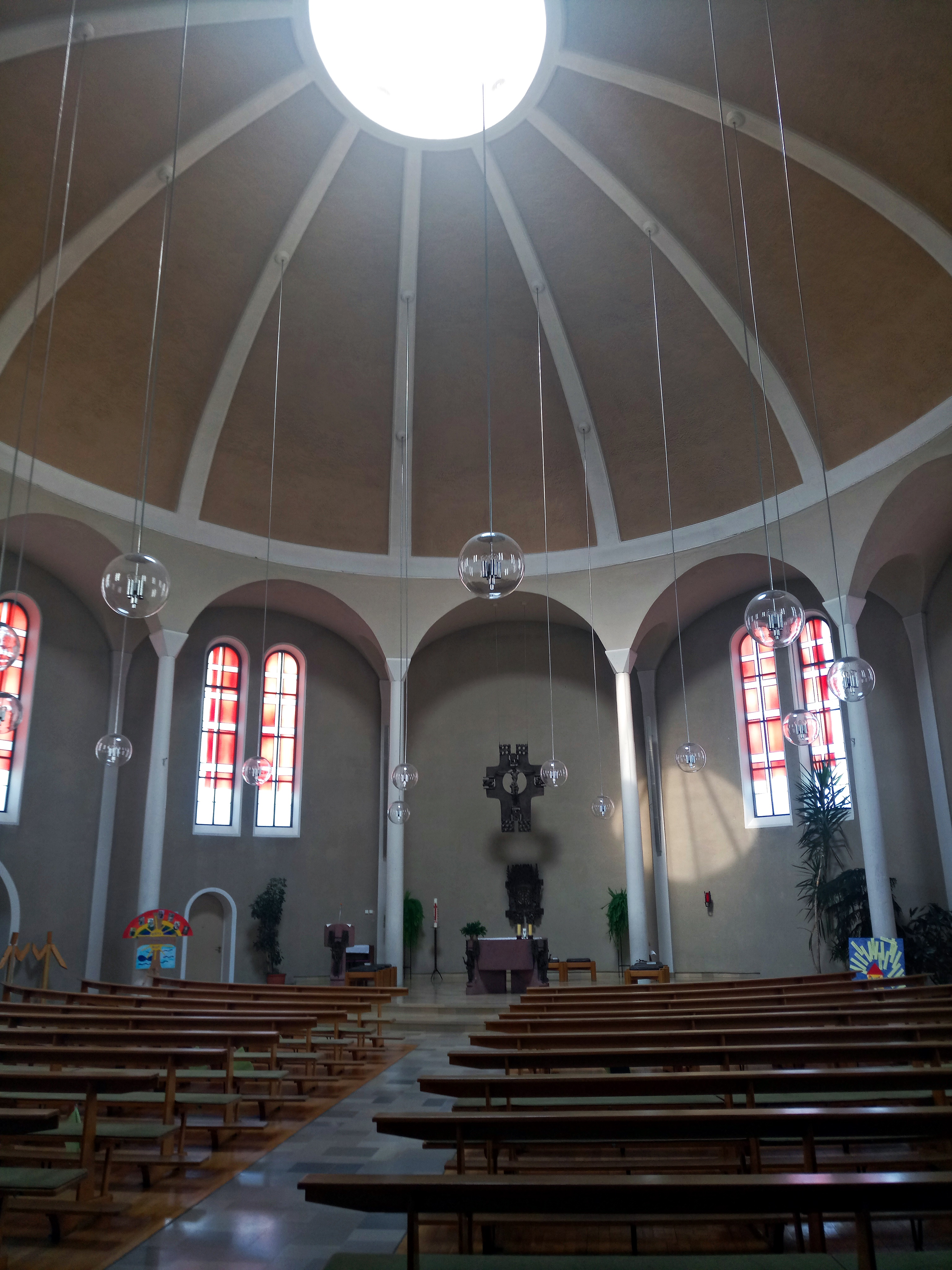
Innenansicht des Hauptraums
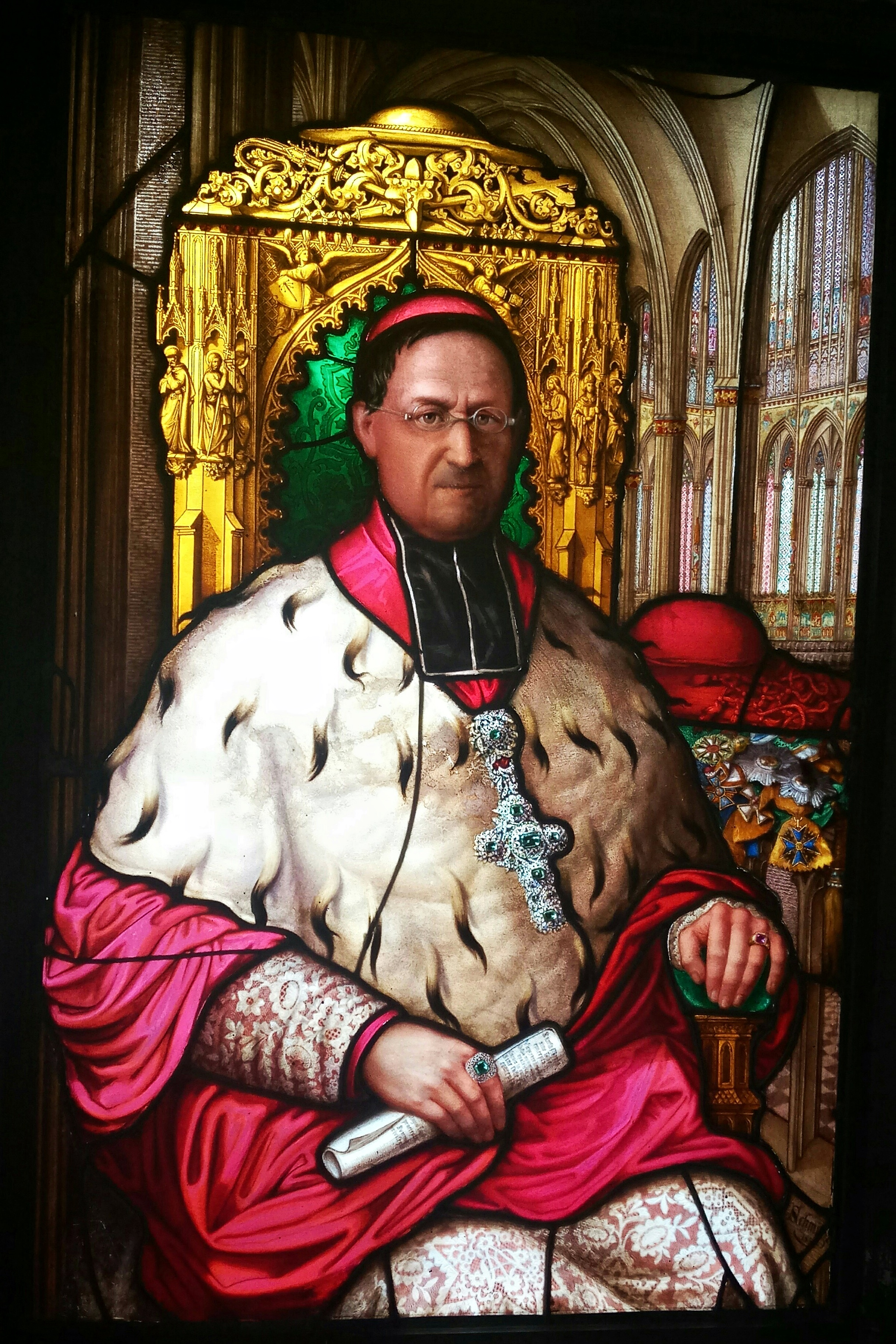
Fenster von Michael Hubert Schmitz: Kardinal Johannes von Geissel
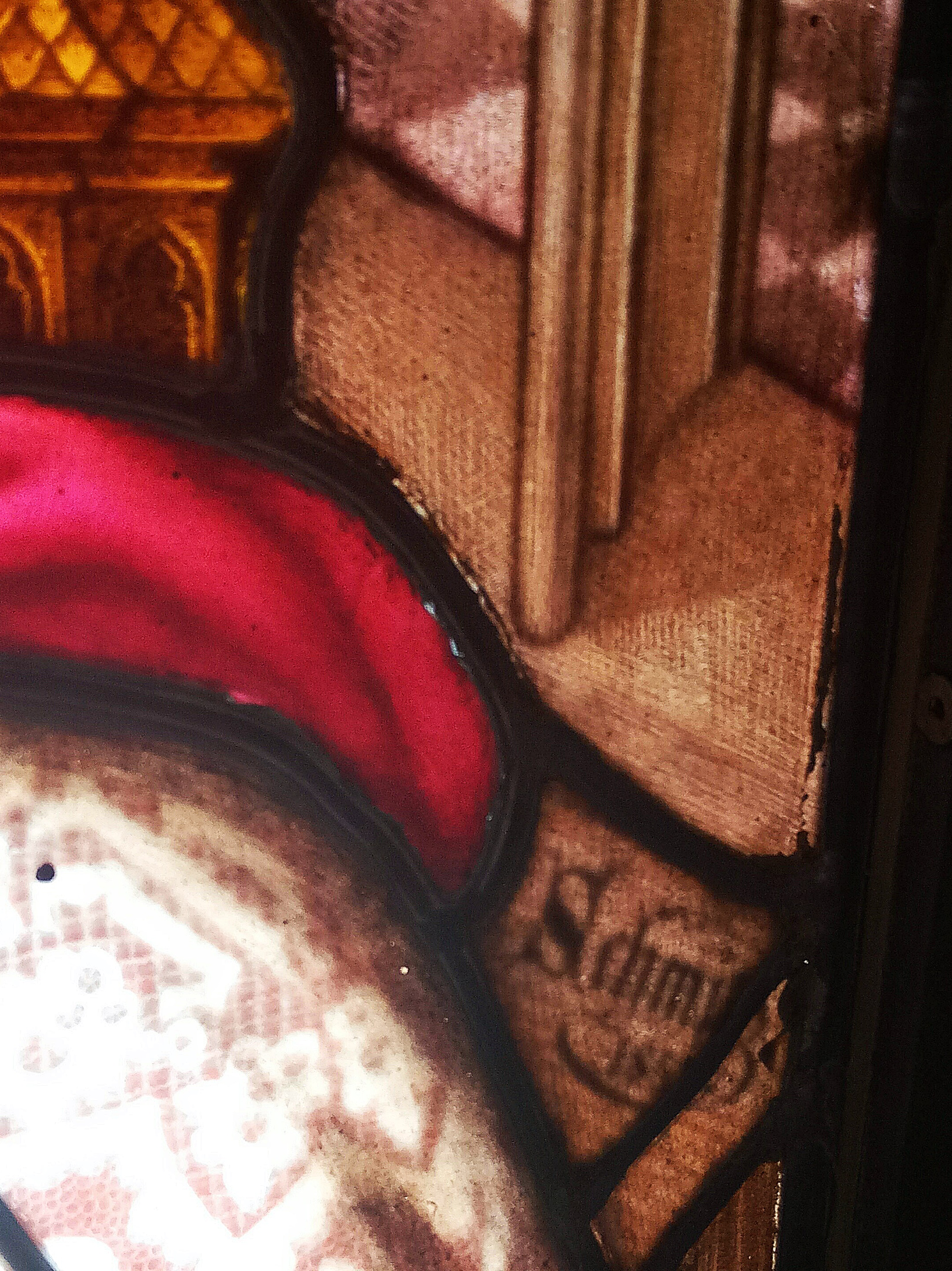
Signatur „Michael Hubert Schmitz“ (1858)

In der rechten Seitenkapelle befindet sich ein historisches Buntglasfenster, das aus der alten Johanneskirche stammt und Kardinal Johannes von Geissel darstellt, der dort 1796 getauft worden war. Das Fenster wurde von Geissels Protegé Michael Hubert Schmitz gemalt und ist unten rechts mit Schmitz 1858 signiert. Im Hintergrund zeigt es eine Innenansicht des Kölner Doms. Auch eine geschnitzte Kniebank mit Geissels Wappen, bezeichnet 1858, gehört zur Ausstattung der Johanneskirche. Zwei Messkaseln mit seinem Wappen, ebenfalls gestiftet für die Mußbacher Kirche, befinden sich inzwischen in der Stiftskirche Neustadt.